# ويليام إتش. ماركهام
ويليام إتش. ماركهام هو سياسي أمريكي، ولد في 13 ديسمبر 1888، وتوفي في 1958. نشط حزبياً في الحزب الجمهوري. وقد انتخب عضو مجلس ولاية ويسكونسن ‏.